# Øster Sottrup
Øster Sottrup er en landsby i Sønderjylland med ca. 100 indbyggere, beliggende på Sundeved øst for Vester Sottrup og 8 kilometer nordvest for Sønderborg. Landsbyen ligger på halvøen Sundeved og tilhører Sønderborg Kommune og Region Syddanmark. I peroden 1970 til 2006 var landsbyen en del af Sundeved Kommune.
Før i tiden var Øster Sottrup en driftig landsby med egen skole, mejeri, mølleri, smed, brugs, og skomager. I nutiden er der ingen skole og forretninger, kun tre selvstændige landbrug. Jorden fra de mange tidligere landbrug er solgt til store svinebrug i nabolandsbyerne Øster Snogbæk og Vester Snogbæk. På Nydamvej ved Tværskiftevejen ligger der en rugeægsproduktion med en samlet produktionskapacitet på 39.000 høner.
I nærheden af Øster Sottrup ligger offermosen Nydam Mose, Sandbjerg Gods, Sandbjerg og det lille idylliske tidligere fiskerleje Sottrupskov.

## Historie
Omkring Nydam Mose var der før i tiden mere end 20 gravhøje fra sten- jern- og bronzealderen.
Hertug Hans den Yngre iværksatte omkring 1580 en omlægning af bækken Snogebæk gennem en 350 m lang og 5 m dyb kanal ned til Nydam Mose, så den fik udløb ved Sandbjerg, hvor han med den opgravede jord fra Hertug Hans Kanal eller "Æ Grue" anlagde en dæmning ud mod Als Sund og lod opføre en vandmølle som man ved enden af dæmningen stadig kan se ruinen af. Ca. 18.000 tons kanaljord blev i 1570'erne gravet ud med håndkraft fra kanalen og kørt ud til dæmningsbyggeriet, udført af de lokale bønder som hoveriarbejde.
I en have ud til vejen midt i landsbyen, ligger der et gravsted med inskriptionen:
"Her hviler 5 danske og 1 preussisk soldat som faldt den 17. Marts 1864 ved Ragebølskov. Dødens Fred forener hvad Livets Kampe adskiller". Stenen blev rejst den 31, maj 1896. Før den tid stod et trækors på graven.
- 1751 oprettede forældrene i Øster Sottrup en privatskole
- 1837 blev der bygget en ny skole
- 1858 Den 4 juli 1858 foretog Conrad Engelhardt de første arkæologiske udgravninger i Nydam Mose
- 1864 Skolen blev under den 2. Slesvigske Krig brugt som lazaret
- 1867 blev Øster Sottrup en del af Sottrup Sogn. Før 1864 var Vester Sottrup og Øster Sottrup samt Sottrupskov delt mellem Nybøl Herred og grevskabet Reventlow-Sandbjerg, desuden hørte enkelte ejendomme til Slesvig Domkapitel og godserne Ballegård og Blansgaard.
- 1912 blev en hollandsk vindmølle fra den alsiske landsby Kær genopbygget ved Nydamvej. (ved den tidligere købmandsgård og brugsforening)
- 1920 får møllen indsat en 20 hk dieselmotor som hjælpekraft.
- 1916-1918 Under den 1. verdenskrig blev loftet i mølleboligen på Nydamvej 1 indrettet som kvater for russiske krigsfanger der under opsyn arbejdede på gårdene.
- 1952 ophørte møller Christian Dixen med mølledriften og møllen blev få år senere fjernet
- 1954 ophørte Øster Sottrup Skole og eleverne flyttedes til Sottrup sogns nye skole Nydamskolen i Vester Sottrup.
- 1963 blev Sottrup Andelsmejeri nedlagt.
- 1971 ophørte "midtsmirre", som var landsbyens sidste smedie.
- 1973 flytter brugsforeningens butik til Vester Sottrup.

## Nydam Mose
I 1800-tallet fandt de lokale beboere, når de gravede tørv i Nydam Mose, ofte gamle, rustne sværd, spydspidser og andre mindre genstande af jern. Børnene ville gerne lege med sværdene og den lokale smed smedede dem om til knive. Da Conrad Engelhardt, ansat ved Flensborgsamlingen i Flensborg hørte om bøndernes fund, begyndte han fra 1859 til 1863 udgravningerne i mosen. Han fandt store mængder af våben, brugsgenstande og tre fartøjer fra Romersk jernalder.
Den mest kendte er Nydambåden, der i dag står på Gottorp Slot i Slesvig. Siden er der foretaget flere udgravninger i mosen. Fundene stammer fra jernalderen fra tiden mellem 250 og 550 e.Kr. Foreløbig har man kunnet udskille militært udstyr fra seks ofringer, men fremtidige udgravninger vil uden tvivl bringe flere ofringer frem i dagens lys. De gode bevaringsforhold for metaller og træ i mosens gytjelag betyder, at hovedparten af de genstande, der oprindeligt blev ofret er yderst velbevarede.
Den 12 hektar store mose, var oprindelig den inderste del af en vig ud til Als Sund. Mosen ligger i en tunneldal. I det meste af lavningen findes nu eng eller mose, samt en sø, Sandbjerg Mølledam, helt ude ved Als Sund.
Mosen er en offermose som har rummet og stadig indeholder mange oldsager fra store våbenofringer i jernalderen. Mosen var en hellig sø, hvor de besejrede hæres udrustning og skibe blev ofret til en guddom som tak for sejren over den slagne fjende. Offersøen, hvor genstandene blev ofret havde et vandspejl på ca. 4 m og en dybde på 1 – 1,5 m. Mange af genstandene blev som en symbolsk handling bevidst ødelagt ved ofringen og bærer mærker af hug, stød og stik med skarpe våben. Hesteskeletterne er groft mishandlede.
Den 21. september 1947 afsløredes en mindesten ved Nydam Mose. Den er en lys rødlig granit, ca. 1 meter høj, som blev fundet ved stranden vest for Snogbæk Hage. Stenen er tegnet af museumsinspektør Jens Peter Raben og udført af stenhugger Iversen, Sønderborg. Dens Indskrift lyder: I DENNE MOSE 400 m MOD NORDVEST FANDTES NYDAM BAADEN 1863. Over Indskriften er indhugget en konturtegning af båden.

## Øster Sottrup Skole
Da der var lang skolevej til Degneskolen i Vester Sottrup og da en del af forældrene var utilfreds med degnens undervisning, oprettede de 1751 deres egen privatskole i et hus ejet af grev Christian Ditlev Reventlow (1710-1775). 1763 flyttede hertugen af Lyksborg (1701-1766) degneskolen i V. Sottrup til en egnet bygning ved "e grøøn Foot i Ø. Sottrup. Efterhånden blev skolen for lille og i 1837 byggedes en ny skole på bakken ned mod Nydam Mose. Den gamle skole blev revet ned i 1846. Samme år flyttede degneskolen til en nybygning i V. Sottrup. Den nye Øster Sottrup Skole (Sottrup Østerskole) var på 6 fag med en skolestue på 77,22 m² og en lærerbolig. Der hørte ingen jord til lærerembedet, men læreren fik årligt 100 mark fra kirkekassen og 80 mark fra skoledistriktet samt 14.000 stk. tørv. Da skolen åbnede, var der 79 elever. I 1845 var antallet steget til 85. En væsentlig del af børnetilvæksten kom fra det nye fiskerleje i Sottrupskov. Under den 2. Slesvigske Krig i 1864 var skolen en periode beslaglagt til feltlazaret for syge og sårede soldater fra begge lejre. Fra 1867 foregik undervisningen på tysk. Da den preussiske skolelovgivning foreskrev, at der ikke måtte være over 80 elever i en èn-klasset skole, måtte skolen 1 1893 udvide med et klasseværelse ovenpå, hvor der også blev indrettet en mindre lærerindelejlighed.
Den 15. juni 1920 blev Nordslesvig officielt overdraget til Danmark. Selvom skolesproget nu blev dansk, blev der tilbudt eleverne fra 5. til 7. årgang to timers tysk om ugen. Under dansk styre var elevtallet lavest i 1939 med 43 elever og højest i 1945 med 61. Fra 1944 til sin død i 1953 var Hans Chr. Knutzen førstelærer. Embedet blev derefter besørget af en vikar indtil skolen blev nedlagt i 1954. Skolen benyttes i nutiden som privatbolig.

## "E Medtsmirre"
Den nuværende privatbolig Nydamvej 19 var fra 1746 til 1971 smedjen "E Medtsmirre".
Den 26 februar 1746 solgte sandemand og boelsmand Christen Pedersen (Amballe) to skæpper land (1379 m²) for to rigsdaler til Christian Jürgen Schmidt, som byggede et hus og en smedje på grundstykket.
1754 solgte han ejendommen med smedje og tilbehør til Hans Hansen Schmidt for 109 rigsdaler. Han virkede som "Medtsmed" til sin død i 1789. Samme år blev han afløst af sønnen Hans Hansen (1801 byggede han smedje og bolig i Sandbjerg).
1801 solgte Hans Hansen boligen og smedjen for 500 rigsdaler til Christen Christensen. Med ejendommen fulgte rettigheden til at udføre smedarbejde for de tretten grevelige boelsmænd i Sottrup. Den nye smed fik endvidere retten til afgrøden af de fem fenner smedland, der hørte med til smedjen, og som bønderne skulle pløje og harve. Tillige måtte hver boelsmand aflevere fem skæpper byg til smeden den første hverdag efter nytår.
1869 døde Christen Christensen og sønnen Christen Christensen videreførte smedearbejdet, han blev ejer 1876. 1896 købte han "Smedland" på 4,65 ha. Det tilhørte fra gammel tid boelsmændene, men fulgte smedjen, og var deres ydelse for at have en smed og således en del af smedens løn. 1905 udvidede han smedjen for 1500 mark. 1907 opførte han en ny lade til en pris af 2.000 mark. 1909 overtog den fjerde Christen Christensen ejendommen med smedjen, ca. en tønde land eng i Sottrupskov for 8.500 mark plus aftægt til for forældrene. Han var er med som soldat i 1. verdenskrig fra 1914 til 1918. I den periode var smedjen lukket.
Inden den sidste Christen Christensen gik på aftægt omkring 1946, havde han fået inventaret brudt ud af stalden, købt nye maskiner og flyttet smedjen ned i den. Ved siden af smedjen lå sprøjtehuset med brandsprøjten.
1946 forpagtede smed Hans W. Jæger (1903-1983) smedjen. Den gamle smedje blev brudt ned. Alt havde foregået med håndkraft. Dette gennemførte Hans Jæger i sin forpagtningstid fra 1947 til 1948. 1949 købte han ejendommen.
1969 solgte Hans Jæger smedjen og den nye ejer Preben Ravn ophørte med smedeforretningen i 1971.

## Smedjen (Nydamvej 35)
1911-1912 byggede nogle af Øster Sottrups bønder en smedje på en grund, som gårdejer Johan Lyck stillede til rådighed. Smedjen blev forpagtet til smed Nis Hansen indtil 1916. Under den 1. verdenskrig lå den stille et par år og blev derpå solgt til til Andreas Møller fra Als, som døde 1933. Enken forpagtede smedjen ud til smedesvend Julius Petersen. 1935 blev han afløst af Johan Jacobsen, ligeledes kun for en kort tid. Efterfølgeren Christian Smidts virke blev også kun af kort varighed. 1938 prøvede kautionisten Andreas Hansen fra Sandbjerg at få smedjen til at forrente sig, men uden held, hvorefter Andelskassen på en tvangsaktion solgte ejendommen til Hans Chr. Rossen. Smedjen blev derefter nedbrudt.

## Sottrup Andelsmejeri
- Sottrup Andelsmejeri og Dixens mølle omkring 1915
- Produktionshallen omkring 1910
- Mejeribestyrer Peter Thomsen og familie omkring 1930
- Hans Chr.Jessen, Baså på mejeriets hestetrukne salgsvogn omkring 1928
- Mejeriet omkring 1959, med salgsvognen til højre
- Det tidligere mejeri i 2004

Det stiftende møde blev afholdt den 26 november 1898, hvor der nedsattes et byggeudvalg, med gårdejer Hans Christensen, senior, Øster Sottrup som formand. Der blev optaget et lån fra Gråsten Sparekasse på 28.000 Mark til en rente af 4 procent årligt. Bygmester Jakob Jensen fik overdraget murearbejdet og snedker Rasmus Jensen tømmerarbejdet. Mejeriets montering blev udført af maskinbygger Staugaard. Mejeribestyrer Junker blev ansat den 1. november 1899, og den daglige drift begyndte.
Peter Thomsen var ansat som mejeribestyrer på Sottrup Andelsmejeri fra 1919 til 1960. 1959 blev Iver Dall ansat som mejerist og var mejeribestyrer fra 1960 til mejeriets nedlæggelse i 1962. Iver Dalls far Iver Dall, Sottrupmark, kørte mejeriets hestetrukne salgsvogn fra omkring 1935 til 1960. Dall kørte fra hus til hus i Vester Sottrup.
Sottrup Andelsmejeris sidste formand var fra 1956 til 1963 gårdejer Jørgen Christensen, Løghøjgård.
Mejeriet blev i 1960erne ombygget til privat beboelse og erhverv, blandt andet var der antikvitetshandel, tæppehandel og legetøjslager. I nutiden benyttes bygningen kun til beboelse.

## Sottrup Brugsforening
1864 oprettede Peter Bartram bageri og høkerforretning, krostue og en boghvedemølle (tarremøll). 1903 overtog sønnen Christen Bartram ejendommen, hvor han drev et bageri og høkerforretning indtil 1920. Fra 1920 var der en købmandshandel, som indtil 1928 havde forskellige forpagtere. Fra 1928 forpagtede sønnen Heine Bartram købmandshandelen, som han drev indtil 1937, hvor Sottrup Brugsforening lejede lokalerne. 1940 købte Brugsforeningen ejendommen for 24.000 kr. Fra 1937 til 1947 var Heine Bartram uddeler og fra 1947 til 1972 Vagn Tækker.
1939 var Brugsens omsætning 86.000 og i 1945 på 110.000,kroner. 1960 anskaffedes en frysedisk og omsætningen for året blev 427.000 kroner. Den store opgang i økonomien efter 2. verdenskrig og parcelhusbyggeriet i Vester Sottrup var årsagen til at Brugsen i 1972 flyttede til nye lokaler på Skolevej i Vester Sottrup.

## Vejrmøllen
1912 blev en hollandsk mølle i Kær nedtaget sten for sten, flyttet og genopbygget i Øster Sottrup. Møllen blev anbragt på købmand Christen Bartrams grund Nydamvej 1. De to første år blev den genrejste mølle drevet af møller Westergård. 1914 købte købmand Christen Bartram møllen med bolig. Under den 1. verdenskrig blev loftet i mølleboligen 1916 indrettet som kvarter for russiske krigsfanger, der skulle arbejde på omegnens gårde under opsyn af gårdejer Hans Nissen Hansen (1882-1967).
1919 købte Christen Dixen (1879-1967) møllen med bolig for 29.000 kr. 1922 indlagde Dixen en 20 hk dieselmotor som hjælpekraft. 1934 blev vingerne nedtaget og der blev installeret en elmotor. 1952 standse han mølleriet og han blev boende i huset til 1969.

## Kendte personer
- Gunnar Solvang, 1941. Født og opvokset på gården Baaslund, Sottrupmark. Etnolog og tidligere museumsinspektør ved Køge Museum. Har skrevet en lang række artikler og bøger om kulturhistoriske emner fra nyere tid.
- Torben Klitbo, 21. april 1978. Født og opvokset i Øster Sottrup. Uddannet kok og iværksætter. Grundlægger af restaurant og catering-kæden Cofoco.

## Galleri
- "I denne mose 400 m mod nordvest fandtes Nydambåden 1863"
- Martin Schachts grav fra 1864 ved Sandbjergvej
- Købmand Andreasens forretning, nu privat beboese
- Stuehus fra 1899
- Øster Sottrup skoles elever i 1921
- Øster Sottrup skoles elever i 1953